# 極限推理コロシアム
『極限推理コロシアム』（きょくげんすいり-）は矢野龍王による推理小説。2004年4月に講談社より出版。第30回メフィスト賞受賞。
2004年5月にドラマ化され、読売テレビで放映された。

## 概要
突然監禁された男女が、生き残りを賭けて犯人を言い当てる推理サバイバルゲーム。それは夏の館7人・冬の館7人の中にいる2人の殺人犯を推理するゲームだった。
謎のゲーム主催者が夏の館に提示した結末は4つ。
1. 申告した2人とも正解→全員に1000万円を進呈し、解放する。
2. 申告した犯人が1人でも不正解→全員が殺される。
3. 犯人を特定する前に殺される→ゲーム終了。
4. 冬の館が犯人を先に正解→夏の館を負けとみなし、夏の館メンバー全員が殺される。

唯一与えられたヒントは「銅像」のひとこと。夏の館にある銅像は「アルマジロ」だが…。

## 書籍情報
2004年4月に講談社より出版され、第30回メフィスト賞を受賞。
- 2004年4月5日 講談社ノベルス ISBN 9784061823662
- 2008年10月15日 講談社文庫 ISBN 9784062761604

## テレビドラマ
2004年5月3日から5月6日まで各話30分全4話で放映された。

### キャスト

#### 夏の館
駒形祥一
演 - 柏原崇
フリーター。新鮮組というコンビニ店員。ドラマ版では足跡、セイウチ、アルマジロと周囲から評価される絵を披露した程の絵画力がある。また、蘇我との交渉では相手に気付かれることなく冬の館に与えられたヒントを聞きだしたことからも高い交渉能力があると言える。館内での争いなどを仲裁するまとめ役。
篠崎亜美
演 - 綾瀬はるか
職業不明。駒形と供に行動し、推理する。病を患っている。ツンデレ。
出渕敬一
演 - 田口浩正
ゲームプログラマー。犯行現場からの分析や独自に仮説を立て推理することからも広い知識と早い頭の回転が窺える。
滝本始
演 - 志賀廣太郎
職業は翻訳家。相手に嘘だとバレる提案や反応をするなどリーダーには不向きな人物である。リーダーになった理由は不明。
飯田竜司
演 - 佐藤二朗
無職。以前は製薬会社に勤めていた。
加賀宏志
演 - 今井雅之
警察官。階級は巡査部長。非常に攻撃的な性格で、護身用にナイフを常備している。
吉原晴美
演 - 宍戸美和公
OL。タロットカードで占いを行っている。ドラマでは自称ごく普通のOLだが、年齢は少しいっている。

#### 冬の館
蘇我健一
演 - 田中要次
陸上自衛隊員。冬の館のリーダーで、交渉のテーブルには彼がつくことが殆どである。
立石啓吾
演 - 佐藤佐吉
服装から僧侶と思われる。　
ケント尾花
演 - マシュー・バロン
外資系銀行に勤めている。
木場敦彦
演  - 松嶋亮太
国際情報大学の大学生。
桜井可憐
演 - 初音ひさみ
女子大生。
小菅仁美
演 - 阿桑有里子
服装から水商売系だと考えられる。
鹿島修
演 - 国枝量平
会社社長。

### スタッフ
- 脚本 - 大石哲也
- 音楽 - 小西香葉
- 演出 - 岡本浩一
- 製作 - 読売テレビ
- 企画協力 - 講談社